# Гасконь
Гаско́нь (фр. Gascogne [ɡaskɔɲ], гаск. и окс. Gasconha [gasˈkuɲɔ] или [gasˈkuɲə], баск. Gaskoinia) — культурный регион на юго-западе Франции и бывшая провинция королевства Франции, которая стала преемницей герцогства Гасконь (602—1453). С XVII века и до Французской революции (1789—1799) она входила в состав объединенной провинции Гиень и Гасконь. Регион имеет расплывчатое определение, и различие между Гиенью и Гасконью неясно; некоторые считают, что они пересекаются, в то время как другие считают Гасконь частью Гиени. В большинстве определений Гасконь расположена к востоку и югу от Бордо.
В настоящее время он разделен между регионом Новая Аквитания (департаменты Ланды, Атлантические Пиренеи, юго-западная Жиронда и южная Ло и Гаронна) и регионом Окситания (департаменты Жер, Верхние Пиренеи, юго-западная Тарн и Гаронна и западная Верхняя Гаронна).
Исторически Гасконь населяли родственные баскам народы, которые, судя по всему, говорили на языке, похожем на баскский. Название Гасконь происходит от того же корня, что и слово баск (см. Васкония ниже). Со времен Средневековья и до наших дней здесь говорят на гасконском языке, хотя он классифицируется как региональный вариант окситанского языка.
Гасконь — это земля д’Артаньяна, вдохновившего Александра Дюма на создание персонажа д’Артаньяна в «Трех мушкетерах», а также земля Сирано де Бержерака, одноименного героя пьесы Эдмона Ростана. Это также родина Генриха III Наваррского, который позже стал королем Франции под именем Генриха IV.

## История
Область получила своё имя от басков, которые перешли сюда в VI веке с южных склонов Пиренеев, преследуемые вестготами.
В 602 году после ожесточённого сопротивления была покорена франками и управлялась с тех пор герцогами Аквитании. В 768 году Карл Великий отдал Гасконь в лен Лупу II, наследники которого впоследствии не раз выступали против самого Карла Великого и его потомков.
В 872 году Гасконь фактически отделилась от Франции и избрала герцогом одного из потомков Лупа II. В 1058 году, когда герцог Гаскони стал герцогом Аквитании, Гасконь вошла в состав крупного Аквитанского государства, судьбу которого и разделяла: с 1154 по 1453 годы она принадлежала Англии. С начала XIII века её западная часть входила в состав герцогства Гиень. После проигрыша в Столетней войне в 1453 году вошла в состав домена короля Франции.

## География

Карта рек, протекающих в департаменте Жер

Историческая Гасконь располагается на территории современных департаментов Ланды, Верхние Пиренеи, Жер, южной части департамента Верхняя Гаронна, Тарн и Гаронны, и Ло и Гаронны.
С запада омывается водами Бискайского залива.
Гасконь ограничена Атлантическим океаном (западная граница) и Пиренейскими горами (южная граница); как область гасконского языка, она простирается до Гаронны (север) и близко к Арьежу (река) (восток) от Пиренеев до слияния Гаронны с Арьежем. Другая важнейшая река - Адур, а также ее притоки Гав-де-По и Гав-д'Олорон.
Наиболее важными городами являются:
- Ош, историческая столица
- Байонна, где проживают баски и гасконцы
- Бордо, пересекаемый рекой Гаронна
- Дакс
- Лурд
- Баньер-де-Люшон
- Мон-де-Марсан
- По, с беарнской и гасконской идентичностью
- Тарб